# Steven M. Greer
Steven Macon Greer (sinh ngày 28 tháng 6 năm 1955) là một bác sĩ chấn thương chỉnh hình đã nghỉ hưu và là nhà nghiên cứu UFO người Mỹ đã sáng lập ra Trung tâm Nghiên cứu Trí tuệ ngoài Trái Đất (CSETI) và Dự án Disclosure, nhằm tìm kiếm sự phơi bày thông tin UFO bị che đậy.

## Thiếu thời
Greer chào đời ở vùng Charlotte, North Carolina vào năm 1955. Ông tuyên bố đã nhìn thấy một vật thể bay không xác định ở khoảng cách gần khi ông mới khoảng tám tuổi, truyền cảm hứng cho sở thích nghiên cứu UFO sau này.
Greer được đào tạo thành giáo viên thiền siêu việt và làm giám đốc một tổ chức thiền định. Ông đã hoàn thành công việc sau đại học của mình tại trường Đại học Y khoa James H. Quillen thuộc Đại học Tiểu bang Đông Tennessee vào năm 1987. Ông từng nhập học trung tâm MAHEC thuộc trường Đại học North Carolina hoàn thành vai trò bác sĩ thực tập nội trú vào năm 1988 và nhận bằng y khoa Virginia vào năm 1989. Cùng năm đó ông trở thành thành viên của Hiệp hội Y tế Danh giá Alpha Omega Alpha.

## Sự nghiệp
Greer đã thành lập Trung tâm Nghiên cứu Trí tuệ ngoài Trái Đất (CSETI) vào năm 1990 nhằm tạo ra một sáng kiến dựa trên ngoại giao và nghiên cứu để liên lạc với nền văn minh ngoài hành tinh. Năm 1993, ông sáng lập Dự án Disclosure, một dự án nghiên cứu phi lợi nhuận, với mục tiêu là tiết lộ cho công chúng những kiến thức mà chính phủ biết được về UFO, trí tuệ ngoài Trái Đất, nguồn năng lượng và hệ thống đẩy tiên tiến. Dự án Disclosure đã được thành lập nhằm nỗ lực ân xá cho những người thổi còi của chính phủ sẵn sàng vi phạm lời tuyên thệ bảo mật của họ bằng cách chia sẻ kiến thức nội bộ về UFO. Greer nói rằng ông đã trao một bản chỉ dẫn cho giám đốc CIA James Woolsey tại bữa tiệc tối, mặc dù ngài giám đốc Woolsey và những người tham dự đã phủ nhận điều này.
Tháng 10 năm 1994, Greer xuất hiện trong chương trình truyền hình đặc biệt của Larry King The UFO Coverup?
Năm 1995, Greer làm bác sĩ khoa điều trị cấp cứu tại Bệnh viện Caldwell Memorial, đồng thời kiêm luôn chức chủ tịch của bệnh viện này.
Năm 1997, Greer, cùng với các thành viên khác của CSETI, bao gồm phi hành gia Apollo Edgar Mitchell, đã trình bày tại một cuộc họp báo ngắn cho các thành viên của Quốc hội. Năm 1998, Greer quyết định từ bỏ sự nghiệp bác sĩ phòng cấp cứu để ủng hộ cho Dự án Disclosure.
Tháng 5 năm 2001, Greer tổ chức một cuộc họp báo tại Câu lạc bộ Báo chí Quốc gia ở Washington, D.C. trước sự hiện diện của 20 cựu binh Không quân, nhân viên Cục Hàng không Liên Bang và các nhân viên tình báo. Theo một báo cáo năm 2002 của tờ Oregon Daily Emerald, Greer đa nhóm họp 120 giờ làm chứng từ dân thường và các quan chức chính phủ và quân đội, bao gồm cả phi hành gia Gordon Cooper và một viên Chuẩn tướng, về chủ đề UFO.

## Sirius
Năm 2013, Greer đồng sản xuất Sirius, một phim tài liệu mô tả công việc và các giả thuyết của ông về sự sống ngoài Trái Đất, sự che đậy của chính phủ và những cuộc gặp gỡ gần gũi của giống loài thứ năm. Bộ phim do Amardeep Kaleka đạo diễn và Thomas Jane dẫn truyện, và gồm cả cuốn sách ra mắt năm 2006 của Greer có nhan đề Hidden Truth, Forbidden Knowledge. Bộ phim được công chiếu vào ngày 22 tháng 4 năm 2013 tại Los Angeles, California, và có các cuộc phỏng vấn từ giới cựu quan chức chính phủ và quân đội.
Sirius mô tả một bộ xương người cỡ 6 inch được biết đến dưới cái tên Bộ xương Atacama, và có các hình ảnh và một kết quả xét nghiệm DNA của bộ xương này. Bằng chứng di truyền cho thấy đó là con người, với các dấu hiệu di truyền được tìm thấy trong "phụ nữ bản địa từ vùng Chile của Nam Mỹ". Giám đốc trung tâm thực hiện phân tích cho biết, "Đây là một bí ẩn thú vị về mặt y học của một kẻ xấu số với một loạt các dị tật bẩm sinh mà hiện nay [...] di truyền của nó chưa được rõ ràng cho lắm."